# Blackout (1996)
För filmen med samma titel utgiven 2008, se Blackout (film 2008).
Blackout är en svensk kortfilm på 15 minuter från 1996 i regi av Anders Grönros. I rollerna ses bland andra Björn Kjellman, Allan Svensson och Gloria Tapia. Den visades 1996 i TV4. 

## Medverkande
- Björn Kjellman, Peter
- Ursula Fogelström, mamman
- Allan Svensson, Rosengård
- Gloria Tapia, flickvännen
- Manuel A. Cubas
- Clemens Paal, tjänstemannen
- Hans Lannerstedt, Lasse
- Peter Melin, Peters kollega
- Benny Elfors, långhårig kille
- Carl Sjölander, mörk kille
- Olof Pettersson, gråtande kille
- Daniel Jazdan, barnet
- Charlotta Larsson, meddelanderöst